# Liga a II-a 2022-2023
Liga a II-a 2022-2023 a fost cel de-al 83-lea sezon al Ligii a II-a, a doua divizie a sistemului de fotbal românesc. Sezonul a început pe 4 august 2022 și s-a încheiat pe 21 mai 2023.

## Echipe

### Schimbări la echipe
Retrogradată din Liga I, FC Academica Clinceni a fost sancționată din motive financiare cu retrogradarea în liga inferioară, după care nu a putut obține intrarea în insolvență și a dat faliment. Locul ei a fost luat de SSU Politehnica Timișoara.
Retrogradată din Liga I, Gaz Metan Mediaș nu a putut obține certificatul pentru participarea în Liga a II-a. Locul ei a fost luat de FC Unirea Constanța.
| Promovate din Liga a III-a - CSC Dumbrăvița (debut) - CSM Slatina (după un an de absență) - Minaur Baia Mare (după 6 ani de absență) - Oțelul Galați (după 6 ani de absență) - Progresul Spartac București (debut) Retrogradate din Liga I - Dinamo București (debut) | Retrogradate în Liga a III-a - Astra Giurgiu (după un an de participare) - Dacia Unirea Brăila (după un an de participare) - Dunărea Călărași (după 3 ani de participare) Promovate în Liga I - Hermannstadt (după un an de participare) - Petrolul Ploiești (după 4 ani de participare) - Universitatea Cluj (după 4 ani de participare) |

### Stadioane
| SSU Politehnica Timișoara   | Steaua București | Dinamo București | Oțelul Galați              |
| --------------------------- | --- | --- | -------------------------- |
| Dan Păltinișanu             | Steaua | Dinamo | Oțelul                     |
| Capacitate: 32.972          | Capacitate: 31.254 | Capacitate: 15.032 | Capacitate: 13.500         |
|                             | | |                            |
| Gloria Buzău                | Viitorul-Pandurii | Politehnica Iași | Brașov                     |
| Municipal                   | Tudor Vladimirescu | Emil Alexandrescu | Silviu Ploeșteanu          |
| Capacitate: 13.400          | Capacitate: 12.518 | Capacitate: 11.390 | Capacitate: 8.800          |
|                             | | |                            |
| Minaur Baia Mare            | BucureștiTimișoaraConcordiaBrașovCsíkszeredaDejBuzăuPoli IașiSloboziaȘelimbărViitorulDumbrăvițaSlatinaMinaurOțelulFC Unirea ConstanțaEchipele din București: · Dinamo · Metaloglobus · Progresul · SteauaEchipele din Timișoara: · Politehnica · RipensiaLiga a II-a 2022-2023 (România) PolitehnicaRipensia Locațiile echipelor din Timișoara. DinamoMetaloglobusProgresulSteaua Locațiile echipelor din București. | BucureștiTimișoaraConcordiaBrașovCsíkszeredaDejBuzăuPoli IașiSloboziaȘelimbărViitorulDumbrăvițaSlatinaMinaurOțelulFC Unirea ConstanțaEchipele din București: · Dinamo · Metaloglobus · Progresul · SteauaEchipele din Timișoara: · Politehnica · RipensiaLiga a II-a 2022-2023 (România) PolitehnicaRipensia Locațiile echipelor din Timișoara. DinamoMetaloglobusProgresulSteaua Locațiile echipelor din București. | Slatina                    |
| Viorel Mateianu             | BucureștiTimișoaraConcordiaBrașovCsíkszeredaDejBuzăuPoli IașiSloboziaȘelimbărViitorulDumbrăvițaSlatinaMinaurOțelulFC Unirea ConstanțaEchipele din București: · Dinamo · Metaloglobus · Progresul · SteauaEchipele din Timișoara: · Politehnica · RipensiaLiga a II-a 2022-2023 (România) PolitehnicaRipensia Locațiile echipelor din Timișoara. DinamoMetaloglobusProgresulSteaua Locațiile echipelor din București. | BucureștiTimișoaraConcordiaBrașovCsíkszeredaDejBuzăuPoli IașiSloboziaȘelimbărViitorulDumbrăvițaSlatinaMinaurOțelulFC Unirea ConstanțaEchipele din București: · Dinamo · Metaloglobus · Progresul · SteauaEchipele din Timișoara: · Politehnica · RipensiaLiga a II-a 2022-2023 (România) PolitehnicaRipensia Locațiile echipelor din Timișoara. DinamoMetaloglobusProgresulSteaua Locațiile echipelor din București. | 1 Mai (Slatina)            |
| Capacitate: 8.000           | BucureștiTimișoaraConcordiaBrașovCsíkszeredaDejBuzăuPoli IașiSloboziaȘelimbărViitorulDumbrăvițaSlatinaMinaurOțelulFC Unirea ConstanțaEchipele din București: · Dinamo · Metaloglobus · Progresul · SteauaEchipele din Timișoara: · Politehnica · RipensiaLiga a II-a 2022-2023 (România) PolitehnicaRipensia Locațiile echipelor din Timișoara. DinamoMetaloglobusProgresulSteaua Locațiile echipelor din București. | BucureștiTimișoaraConcordiaBrașovCsíkszeredaDejBuzăuPoli IașiSloboziaȘelimbărViitorulDumbrăvițaSlatinaMinaurOțelulFC Unirea ConstanțaEchipele din București: · Dinamo · Metaloglobus · Progresul · SteauaEchipele din Timișoara: · Politehnica · RipensiaLiga a II-a 2022-2023 (România) PolitehnicaRipensia Locațiile echipelor din Timișoara. DinamoMetaloglobusProgresulSteaua Locațiile echipelor din București. | Capacitate: 6.500          |
|                             | BucureștiTimișoaraConcordiaBrașovCsíkszeredaDejBuzăuPoli IașiSloboziaȘelimbărViitorulDumbrăvițaSlatinaMinaurOțelulFC Unirea ConstanțaEchipele din București: · Dinamo · Metaloglobus · Progresul · SteauaEchipele din Timișoara: · Politehnica · RipensiaLiga a II-a 2022-2023 (România) PolitehnicaRipensia Locațiile echipelor din Timișoara. DinamoMetaloglobusProgresulSteaua Locațiile echipelor din București. | BucureștiTimișoaraConcordiaBrașovCsíkszeredaDejBuzăuPoli IașiSloboziaȘelimbărViitorulDumbrăvițaSlatinaMinaurOțelulFC Unirea ConstanțaEchipele din București: · Dinamo · Metaloglobus · Progresul · SteauaEchipele din Timișoara: · Politehnica · RipensiaLiga a II-a 2022-2023 (România) PolitehnicaRipensia Locațiile echipelor din Timișoara. DinamoMetaloglobusProgresulSteaua Locațiile echipelor din București. |                            |
| Unirea Dej                  | BucureștiTimișoaraConcordiaBrașovCsíkszeredaDejBuzăuPoli IașiSloboziaȘelimbărViitorulDumbrăvițaSlatinaMinaurOțelulFC Unirea ConstanțaEchipele din București: · Dinamo · Metaloglobus · Progresul · SteauaEchipele din Timișoara: · Politehnica · RipensiaLiga a II-a 2022-2023 (România) PolitehnicaRipensia Locațiile echipelor din Timișoara. DinamoMetaloglobusProgresulSteaua Locațiile echipelor din București. | BucureștiTimișoaraConcordiaBrașovCsíkszeredaDejBuzăuPoli IașiSloboziaȘelimbărViitorulDumbrăvițaSlatinaMinaurOțelulFC Unirea ConstanțaEchipele din București: · Dinamo · Metaloglobus · Progresul · SteauaEchipele din Timișoara: · Politehnica · RipensiaLiga a II-a 2022-2023 (România) PolitehnicaRipensia Locațiile echipelor din Timișoara. DinamoMetaloglobusProgresulSteaua Locațiile echipelor din București. | Unirea Slobozia            |
| Unirea (Dej)                | BucureștiTimișoaraConcordiaBrașovCsíkszeredaDejBuzăuPoli IașiSloboziaȘelimbărViitorulDumbrăvițaSlatinaMinaurOțelulFC Unirea ConstanțaEchipele din București: · Dinamo · Metaloglobus · Progresul · SteauaEchipele din Timișoara: · Politehnica · RipensiaLiga a II-a 2022-2023 (România) PolitehnicaRipensia Locațiile echipelor din Timișoara. DinamoMetaloglobusProgresulSteaua Locațiile echipelor din București. | BucureștiTimișoaraConcordiaBrașovCsíkszeredaDejBuzăuPoli IașiSloboziaȘelimbărViitorulDumbrăvițaSlatinaMinaurOțelulFC Unirea ConstanțaEchipele din București: · Dinamo · Metaloglobus · Progresul · SteauaEchipele din Timișoara: · Politehnica · RipensiaLiga a II-a 2022-2023 (România) PolitehnicaRipensia Locațiile echipelor din Timișoara. DinamoMetaloglobusProgresulSteaua Locațiile echipelor din București. | 1 Mai (Slobozia)           |
| Capacitate: 6.000           | BucureștiTimișoaraConcordiaBrașovCsíkszeredaDejBuzăuPoli IașiSloboziaȘelimbărViitorulDumbrăvițaSlatinaMinaurOțelulFC Unirea ConstanțaEchipele din București: · Dinamo · Metaloglobus · Progresul · SteauaEchipele din Timișoara: · Politehnica · RipensiaLiga a II-a 2022-2023 (România) PolitehnicaRipensia Locațiile echipelor din Timișoara. DinamoMetaloglobusProgresulSteaua Locațiile echipelor din București. | BucureștiTimișoaraConcordiaBrașovCsíkszeredaDejBuzăuPoli IașiSloboziaȘelimbărViitorulDumbrăvițaSlatinaMinaurOțelulFC Unirea ConstanțaEchipele din București: · Dinamo · Metaloglobus · Progresul · SteauaEchipele din Timișoara: · Politehnica · RipensiaLiga a II-a 2022-2023 (România) PolitehnicaRipensia Locațiile echipelor din Timișoara. DinamoMetaloglobusProgresulSteaua Locațiile echipelor din București. | Capacitate: 6.000          |
|                             | BucureștiTimișoaraConcordiaBrașovCsíkszeredaDejBuzăuPoli IașiSloboziaȘelimbărViitorulDumbrăvițaSlatinaMinaurOțelulFC Unirea ConstanțaEchipele din București: · Dinamo · Metaloglobus · Progresul · SteauaEchipele din Timișoara: · Politehnica · RipensiaLiga a II-a 2022-2023 (România) PolitehnicaRipensia Locațiile echipelor din Timișoara. DinamoMetaloglobusProgresulSteaua Locațiile echipelor din București. | BucureștiTimișoaraConcordiaBrașovCsíkszeredaDejBuzăuPoli IașiSloboziaȘelimbărViitorulDumbrăvițaSlatinaMinaurOțelulFC Unirea ConstanțaEchipele din București: · Dinamo · Metaloglobus · Progresul · SteauaEchipele din Timișoara: · Politehnica · RipensiaLiga a II-a 2022-2023 (România) PolitehnicaRipensia Locațiile echipelor din Timișoara. DinamoMetaloglobusProgresulSteaua Locațiile echipelor din București. |                            |
| Concordia Chiajna           | Ripensia Timișoara | FC Unirea Constanța | Csíkszereda                |
| Concordia                   | Electrica | Sparta | Municipal (Miercurea Ciuc) |
| Capacitate: 5.123           | Capacitate: 5.000 | Capacitate: 2.000 | Capacitate: 1.200          |
|                             | | |                            |
| Progresul Spartac București | Metaloglobus București | 1599 Șelimbăr | Dumbrăvița                 |
| Progresul Spartac           | Metaloglobus | Central | Ștefan Dobay               |
| Capacitate: 1.030           | Capacitate: 1.000 | Capacitate: 1.000 | Capacitate: 500            |
|                             | | |                            |

### Personal și echipamente
Notă: Steagurile indică echipa națională așa cum a fost definit în regulile de eligibilitate FIFA. Jucătorii și antrenorii pot deține mai mult de o naționalitate non-FIFA.
| Echipă                    | Antrenor          | Căpitan           | Producătorul de echipamente | Sponsorul de pe tricou                                |
| ------------------------- | ----------------- | ----------------- | --------------------------- | ----------------------------------------------------- |
| 1599 Șelimbăr             | Eugen Beza        | Alexandru Curtean | Joma                        | —                                                     |
| FC Brașov                 | Dan Alexa         | Radu Leonte       | Acerbis                     | Primăria Brașov                                       |
| Chiajna                   | Ianis Zicu        | Andrei Marc       | Joma                        | —                                                     |
| Csíkszereda               | Francisc Dican    | Attila Csürös     | 2Rule                       | Csíkszereda                                           |
| Dinamo București          | Ovidiu Burcă      | Alin Dudea        | Macron                      | 888sport                                              |
| Dumbrăvița                | Ciprian Danciu    | Costel Zurbagiu   | Macron                      | Primăria Dumbrăvița                                   |
| Gloria Buzău              | Cristian Pustai   | Relu Stoian       | Kelme                       | Superbet                                              |
| Metaloglobus București    | Eugen Trică       | Ovidiu Herea      | Jako                        | —                                                     |
| Minaur Baia Mare          | Ciprian Danciu    | Ciprian Stanciu   | Hummel                      | Baia Mare                                             |
| Oțelul Galați             | Dorinel Munteanu  | Costin Ghiocel    | Jako                        | Primăria Galați                                       |
| Politehnica Iași          | Claudiu Niculescu | Florin Plămadă    | Givova                      | Municipiul Iași                                       |
| SSU Politehnica Timișoara | Bogdan Andone     | Ioan Mera         | Westiment                   | Unibet                                                |
| Progresul Spartac         | Andrei Erimia     | Eugen Lixandru    | Nike                        | Kulterra, Bakeria                                     |
| Ripensia                  | Iulian Muntean    | Gabriel Stoi      | Cottontex                   | Almira, La Migdali, ILA                               |
| Slatina                   | Daniel Oprescu    | Cătălin Doman     | Macron                      | Primăria Slatina                                      |
| CSA Steaua București      | Daniel Oprița     | Horia Iancu       | Adidas                      | Get's Bet, Porotherm, International Alexander Holding |
| FC Unirea Constanța       | Dacian Nastai     | Mihai Udrea       | Macron                      | —                                                     |
| Unirea Dej                | Dragoș Militaru   | Marius Cătinean   | Hummel                      | —                                                     |
| Unirea Slobozia           | Costel Enache     | Constantin Toma   | Joma                        | Consiliul Județean Ialomița                           |
| Viitorul-Pandurii         | Florin Stîngă     | Ciprian Rus       | Nike                        | Artego, Hotel Brâncuși, Vitalact                      |

## Sezonul regular
În sezonul regular, echipele au jucat fiecare cu fiecare o singură dată (19 de meciuri pe echipă) pentru ca mai apoi să fie repartizate, pe baza clasamentului, în cea de-a doua fază a competiției, play-off sau play-out.

### Rezultate
| Oaspeți ► Gazde ▼                          | SEL | PTM | PSB | OTE | VII | UDJ | CON | STE | GBZ | USZ | MIN | RTM | MET | SLT | CSI | DUM | IAS | DIN | UCT | BRA |
| ------------------------------------------ | --- | --- | --- | --- | --- | --- | --- | --- | --- | --- | --- | --- | --- | --- | --- | --- | --- | --- | --- | --- |
| 1599 Șelimbăr                              |     | 4–0 |     | 1–1 |     | 1–1 |     | 1–1 |     | 1–1 |     | 0–0 |     | 0–0 |     | 0–3 |     | 1–2 |     | 1–0 |
| SSU Politehnica Timișoara                  |     |     | 0–1 |     | 0–1 |     | 1–4 |     | 1–1 |     | 1–1 |     | 1–2 |     | 2–1 |     | 1–3 |     | 1–0 | 0–0 |
| Progresul Spartac                          | 1–2 |     |     | 0–0 |     | 2–2 |     | 0–3 |     | 1–4 |     | 1–1 |     | 1–1 |     | 0–0 |     | 0–1 |     | 2–1 |
| Oțelul Galați                              |     | 1–0 |     |     | 2–1 |     | 1–0 |     | 1–1 |     | 1–0 |     | 3–0 |     | 1–0 |     | 0–0 |     | 3–2 | 2–1 |
| Viitorul-Pandurii                          | 1–0 |     | 1–0 |     |     | 1–2 |     | 4–3 |     | 0–4 |     | 3–1 |     | 0–1 |     | 0–1 |     | 2–0 |     | 2–3 |
| Unirea Dej                                 |     | 2–2 |     | 2–0 |     |     | 1–1 |     | 2–3 |     | 1–1 |     | 1–1 |     | 2–1 |     | 1–2 |     | 2–1 | 2–1 |
| Chiajna                                    | 0–1 |     | 2–0 |     | 2–0 |     |     | 0–1 |     | 1–0 |     | 2–1 |     | 0–3 |     | 2–2 |     | 0–1 |     | 0–1 |
| CSA Steaua București                       |     | 3–1 |     | 1–0 |     | 2–0 |     |     | 1–1 |     | 3–0 |     | 1–1 |     | 0–4 |     | 2–1 |     | 5–0 | 0–1 |
| Gloria Buzău                               | 1–0 |     | 0–0 |     | 3–1 |     | 0–1 |     |     | 3–1 |     | 1–0 |     | 1–1 |     | 2–1 |     | 2–1 |     | 1–1 |
| Unirea Slobozia                            |     | 0–0 |     | 1–0 |     | 1–1 |     | 2–2 |     |     | 3–0 |     | 1–0 |     | 0–1 |     | 0–0 |     | 3–0 | 2–2 |
| Minaur Baia Mare                           | 3–0 |     | 2–2 |     | 1–2 |     | 0–1 |     | 1–1 |     |     | 1–1 |     | 2–1 |     | 3–4 |     | 1–1 |     |     |
| Ripensia                                   |     | 1–0 |     | 0–1 |     | 1–2 |     | 0–2 |     | 1–2 |     |     | 2–1 |     | 0–0 |     | 3–1 |     | 4–0 |     |
| Metaloglobus București                     | 2–0 |     | 3–0 |     | 0–0 |     | 2–1 |     | 1–3 |     | 0–1 |     |     | 0–1 |     | 1–0 |     | 1–2 |     |     |
| Slatina                                    |     | 0–0 |     | 0–0 |     | 1–1 |     | 1–2 |     | 1–1 |     | 3–0 |     |     | 2–0 |     | 1–0 |     | 0–1 |     |
| Csíkszereda                                | 1–2 |     | 2–2 |     | 1–2 |     | 0–1 |     | 3–2 |     | 3–0 |     | 2–0 |     |     | 3–0 |     | 0–0 |     |     |
| Dumbrăvița                                 |     | 3–1 |     | 1–1 |     | 1–2 |     | 0–3 |     | 2–4 |     | 1–0 |     | 2–1 |     |     | 0–3 |     | 2–0 |     |
| Politehnica Iași                           | 4–1 |     | 3–1 |     | 2–0 |     | 2–1 |     | 1–0 |     | 2–0 |     | 1–0 |     | 0–0 |     |     | 1–0 |     |     |
| Dinamo București                           |     | 1–1 |     | 1–3 |     | 2–3 |     | 1–2 |     | 1–0 |     | 1–0 |     | 0–0 |     | 4–1 |     |     | 6–0 |     |
| FC Unirea Constanța                        | 0–3 |     | 0–3 |     | 2–1 |     | 0–3 |     | 3–1 |     | 1–0 |     | 1–3 |     | 1–2 |     | 1–2 |     |     |     |
| FC Brașov                                  |     |     |     |     |     |     |     |     |     |     | 1–1 | 1–0 | 1–0 | 0–0 | 1–1 | 4–0 | 2–2 | 0–2 | 5–2 |     |
| Câștigă gazdele; Remiză; Câștigă oaspeții. |     |     |     |     |     |     |     |     |     |     |     |     |     |     |     |     |     |     |     |     |

### Clasament
| Loc | Echipă                    | Pct. | MJ | V  | E | Î  | GM | GP | DG  | Calificare             |
| --- | ------------------------- | ---- | -- | -- | - | -- | -- | -- | --- | ---------------------- |
| 1.  | CSA Steaua București      | 40   | 19 | 12 | 4 | 3  | 37 | 18 | +19 | Calificare în Play-off |
| 2.  | Politehnica Iași          | 40   | 19 | 12 | 4 | 3  | 30 | 14 | +16 | Calificare în Play-off |
| 3.  | Oțelul Galați             | 36   | 19 | 10 | 6 | 3  | 21 | 12 | +9  | Calificare în Play-off |
| 4.  | Unirea Dej                | 32   | 19 | 8  | 8 | 3  | 30 | 25 | +5  | Calificare în Play-off |
| 5.  | Gloria Buzău              | 31   | 19 | 8  | 7 | 4  | 27 | 21 | +6  | Calificare în Play-off |
| 6.  | Dinamo București          | 31   | 19 | 9  | 4 | 6  | 27 | 18 | +9  | Calificare în Play-off |
| 7.  | Unirea Slobozia           | 31   | 19 | 8  | 7 | 4  | 30 | 17 | +13 | Calificare în Grupa A  |
| 8.  | Chiajna                   | 29   | 19 | 9  | 2 | 8  | 22 | 17 | +5  | Calificare în Grupa B  |
| 9.  | FC Brașov                 | 28   | 19 | 7  | 7 | 5  | 26 | 20 | +6  | Calificare în Grupa B  |
| 10. | Slatina                   | 27   | 19 | 6  | 9 | 4  | 18 | 11 | +7  | Calificare în Grupa A  |
| 11. | Csíkszereda               | 26   | 19 | 7  | 5 | 7  | 25 | 18 | +7  | Calificare în Grupa A  |
| 12. | Viitorul-Pandurii         | 25   | 19 | 8  | 1 | 10 | 22 | 28 | −6  | Calificare în Grupa B  |
| 13. | Dumbrăvița                | 24   | 19 | 7  | 3 | 9  | 24 | 34 | −10 | Calificare în Grupa B  |
| 14. | 1599 Șelimbăr             | 24   | 19 | 6  | 6 | 7  | 19 | 22 | −3  | Calificare în Grupa A  |
| 15. | Metaloglobus București    | 21   | 19 | 6  | 3 | 10 | 18 | 22 | −4  | Calificare în Grupa A  |
| 16. | Progresul Spartac         | 17   | 19 | 3  | 8 | 8  | 17 | 28 | −11 | Calificare în Grupa B  |
| 17. | Ripensia                  | 16   | 19 | 4  | 4 | 11 | 16 | 23 | −7  | Calificare în Grupa B  |
| 18. | Minaur Baia Mare          | 16   | 19 | 3  | 7 | 9  | 18 | 29 | −11 | Calificare în Grupa A  |
| 19. | SSU Politehnica Timișoara | 13   | 19 | 2  | 7 | 10 | 13 | 29 | −16 | Calificare în Grupa A  |
| 20. | FC Unirea Constanța       | 12   | 19 | 4  | 0 | 15 | 15 | 49 | −34 | Calificare în Grupa B  |

1. 1 2 3 4 5  CSA Steaua București, CSM Slatina, CSC Dumbrăvița, CS Minaur Baia Mare și CSC 1599 Șelimbăr nu au drept de promovare în SuperLigă din cauză că ele sunt cluburi de drept public, însă pot participa în play-off.[5]
2. 1 2  STE 2-1 IAȘ
3. 1 2 3  Meciuri directe: GBZ 6 pct; DIN 3 pct; USZ 0 pct
4. 1 2  ȘEL 0-3 DUM
5. 1 2  Diferență de goluri: RIP -7; MIN -11

## Play-off
Primele șase echipe din sezonul regular s-au întâlnit de două ori (10 meciuri pe echipă) pentru a obține promovarea în SuperLiga României.
| Loc                                                                                           | Echipă                  | Pct. | MJ | V | E | Î | GM | GP | DG  |  | IAȘ | STE | OȚE | DIN | GBZ | DEJ |
| --------------------------------------------------------------------------------------------- | ----------------------- | ---- | -- | - | - | - | -- | -- | --- |  | --- | --- | --- | --- | --- | --- |
| 1.                                                                                            | Politehnica Iași (C, P) | 60   | 10 | 5 | 5 | 0 | 20 | 8  | +12 |  | —   | 5–1 | 2–0 | 4–1 | 1–1 | 0–0 |
| 2.                                                                                            | CSA Steaua București    | 52   | 10 | 3 | 3 | 4 | 16 | 18 | −2  |  | 2–2 | —   | 1–1 | 2–0 | 4–2 | 3–0 |
| 3.                                                                                            | Oțelul Galați (P)       | 49   | 10 | 4 | 1 | 5 | 8  | 14 | −6  |  | 1–2 | 3–2 | —   | 0–2 | 1–0 | 1–0 |
| 4.                                                                                            | Dinamo București (W, P) | 46   | 10 | 4 | 3 | 3 | 16 | 12 | +4  |  | 1–3 | 3–0 | 3–0 | —   | 1–1 | 0–0 |
| 5.                                                                                            | Gloria Buzău (L)        | 42   | 10 | 2 | 5 | 3 | 9  | 11 | −2  |  | 1–1 | 1–0 | 1–0 | 2–2 | —   | 0–0 |
| 6.                                                                                            | Unirea Dej              | 40   | 10 | 1 | 5 | 4 | 2  | 9  | −7  |  | 0–0 | 1–1 | 0–1 | 0–3 | 1–0 | —   |
| Legendă: Locurile 1, 3: Promovare în SuperLigă Locurile 4, 5: Baraj de promovare în SuperLigă |                         |      |    |   |   |   |    |    |     |  |     |     |     |     |     |     |

1. ↑  CSA Steaua București nu a avut drept de promovare în SuperLigă din cauză că el este un club de drept public.[5]

## Play-out
Restul de paisprezece echipe din sezonul regular au fost împărțite în două grupe a câte 7 echipe. S-a disputat un singur joc între participante. Din ambele grupe au retrogradat locurile 6 și 7. Cele două formații de pe locul 5 în cele două grupe vor juca un baraj pentru menținerea în Liga a II-a.

### Grupa A
| Loc                                                                                  | Echipă                        | Pct. | MJ | V | E | Î | GM | GP | DG |  | CSI | ȘEL | USZ | SLT | MET | MIN | PTM |
| ------------------------------------------------------------------------------------ | ----------------------------- | ---- | -- | - | - | - | -- | -- | -- |  | --- | --- | --- | --- | --- | --- | --- |
| 1.                                                                                   | Csíkszereda                   | 39   | 6  | 4 | 1 | 1 | 12 | 6  | +6 |  |     |     | 3–1 | 2–0 | 2–1 |     |     |
| 2.                                                                                   | 1599 Șelimbăr                 | 36   | 6  | 4 | 0 | 2 | 9  | 7  | +2 |  | 1–3 |     |     | 2–0 | 1–2 |     |     |
| 3.                                                                                   | Unirea Slobozia               | 34   | 6  | 0 | 3 | 3 | 7  | 11 | −4 |  |     | 2–3 |     |     |     | 0–0 | 1–2 |
| 4.                                                                                   | Slatina                       | 34   | 6  | 2 | 1 | 3 | 2  | 5  | −3 |  |     |     | 0–0 |     |     | 1–0 | 1–0 |
| 5.                                                                                   | Metaloglobus București (W)    | 32   | 6  | 3 | 2 | 1 | 12 | 6  | +6 |  |     |     | 3–3 | 1–0 |     | 0–0 |     |
| 6.                                                                                   | Minaur Baia Mare (R)          | 22   | 6  | 1 | 3 | 2 | 3  | 4  | −1 |  | 1–1 | 0–1 |     |     |     |     | 2–1 |
| 7.                                                                                   | SSU Politehnica Timișoara (R) | 19   | 6  | 2 | 0 | 4 | 5  | 11 | −6 |  | 2–1 | 0–1 |     |     | 0–5 |     |     |
| Legendă: Locul 5: Baraj pentru menținere Locurile 6, 7: Retrogradare în Liga a III-a |                               |      |    |   |   |   |    |    |    |  |     |     |     |     |     |     |     |

1. 1 2  Unirea Slobozia în față deoarece a obținut mai multe puncte în sezonul regular: 31 la 27.

### Grupa B
| Loc | Echipă                  | Pct. | MJ | V | E | Î | GM | GP | DG  |  | BRA | CON | DUM | VII | PRS | UCT | RIP |
| --- | ----------------------- | ---- | -- | - | - | - | -- | -- | --- |  | --- | --- | --- | --- | --- | --- | --- |
| 1. | FC Brașov (X)           | 44   | 6  | 5 | 1 | 0 | 23 | 5  | +18 |  |     | 2–2 |     | 3–1 |     | 9–0 |     |
| 2. | Chiajna                 | 39   | 6  | 3 | 1 | 2 | 8  | 6  | +2  |  |     |     | 3–1 |     | 1–0 | 0–1 |     |
| 3. | Dumbrăvița              | 33   | 6  | 3 | 0 | 3 | 12 | 8  | +4  |  | 1–2 |     |     | 4–0 |     |     | 2–0 |
| 4. | Viitorul-Pandurii       | 32   | 6  | 2 | 1 | 3 | 10 | 11 | −1  |  |     | 1–0 |     |     | 0–1 | 7–2 |     |
| 5. | Progresul Spartac (L)   | 29   | 6  | 4 | 0 | 2 | 15 | 7  | +8  |  | 1–4 |     | 3–2 |     |     |     | 1–0 |
| 6. | FC Unirea Constanța (R) | 18   | 6  | 2 | 0 | 4 | 5  | 27 | −22 |  |     |     | 0–2 |     | 0–9 |     | 2–0 |
| 7. | Ripensia (R)            | 17   | 6  | 0 | 1 | 5 | 2  | 11 | −9  |  | 0–3 | 1–2 |     | 1–1 |     |     |     |
| Legendă: Locul 1: Exclusă Locul 5: Baraj pentru menținere Salvată de la retrogradare Locurile 6, 7: Retrogradare în Liga a III-a |                         |      |    |   |   |   |    |    |     |  |     |     |     |     |     |     |     |

1. 1 2  FC Brașov nu a primit licența pentru sezonul viitor din cauza datoriilor acumulate, drept urmare a fost exclusă din Liga a II-a și retrogradată în Liga a III-a.[8] Progresul Spartac, ca cea mai bine clasată echipă dintre cele retrogradate, a fost astfel salvată de retrogradare.

## Barajele de promovare/menținere în SuperLiga României
Barajele pentru deciderea ultimelor două echipe din sezonul 2023-2024 al primei ligi naționale s-au disputat între ocupanta locului 7 din play-out-ul SuperLigii și ocupanta locului 5 din Liga a II-a, respectiv ocupanta locului 8 din play-out-ul SuperLigii și ocupanta locului 3 din Liga a II-a.
| Echipa 1         | Scor gen. | Echipa 2      | Tur   | Retur |
| ---------------- | --------- | ------------- | ----- | ----- |
| Gloria Buzău     | 1 – 5     | UTA Arad      | 0 – 0 | 1 – 5 |
| Dinamo București | 8 – 5     | Argeș Pitești | 6 – 1 | 2 – 4 |

Tur
| Gloria Buzău | 0 – 0 | UTA Arad |
| ------------ | ----- | -------- |
|              |       |          |

| Dinamo București                                            | 6 – 1 | Argeș Pitești                |
| ----------------------------------------------------------- | ----- | ---------------------------- |
| Bena 15' Larrucea 24' Pop 28' Ghezali 40', 62' Iglesias 56' |       | 55' Zebić · 23' 64' Koubemba |

## Barajul de menținere în Liga a II-a
Barajul pentru deciderea echipei care va rămâne și cea care va retrograda în sezonul următor de Liga a II-a s-a disputat între ocupantele locului 5 din Grupa A și Grupa B, Metaloglobus București și Progresul Spartac București. 
| Echipa 1               | Scor gen.          | Echipa 2          | Tur   | Retur      |
| ---------------------- | ------------------ | ----------------- | ----- | ---------- |
| Metaloglobus București | 1 — 1 (5 – 3 l.d.) | Progresul Spartac | 1 – 1 | 0 – 0 d.p. |

| Metaloglobus București | 1 – 1 | Progresul Spartac |
| ---------------------- | ----- | ----------------- |
| Huiban 45+3' (pen.)    |       | 34' Grigore       |

| Progresul Spartac                 | 0 – 0 (d.p.) | Metaloglobus București                               |
| --------------------------------- | ------------ | ---------------------------------------------------- |
|                                   |              |                                                      |
| Matei · Lixandru · Stanciu · Radu | 3 – 5        | Honciu · Huiban · Chiorean · Milea · Chatziterzoglou |